# Rudolf Friese
Rudolf Friese (Lebensdaten unbekannt) war ein deutscher Fußballtorhüter. Nach Angaben seines Vereins hieß er Willi Friese.

## Karriere
Friese gehörte Holstein Kiel an, für den Verein er von 1909 bis 1911 in den vom Norddeutschen Fußball-Verband ausgetragenen Meisterschaften im Bezirk Kiel Punktspiele bestritt und in diesem Zeitraum auch die Bezirksmeisterschaften gewann. Zudem für die Endrunden um die Norddeutsche Meisterschaft qualifiziert, gewann er mit seiner Mannschaft am 10. April 1910 in Hamburg das Finale gegen Werder Bremen mit 7:1 Toren, als auch am 23. April 1911 das erneut in Hamburg ausgetragene Finale gegen den FuCC Eintracht 1895 Braunschweig. Als Teilnehmer an der Endrunde um die Deutsche Meisterschaft 1909/10 qualifiziert, drang er mit seiner Mannschaft bis ins Finale vor, das am 15. Mai in Köln jedoch erst in der Verlängerung durch das Strafstoßtor von Max Breunig in der 114. Minute mit 0:1 gegen den Karlsruher FV verloren wurde. In der Endrunde um die Deutsche Meisterschaft 1910/11 bestritt er das am 7. Mai 1911 in Bremen mit 3:1 gegen den Duisburger SpV gewonnene Viertelfinale und das am 21. Mai 1911 im Stadion Hoheluft mit 0:4 gegen den BTuFC Viktoria 89 verlorene Halbfinale.

## Erfolge
- Zweiter de Deutschen Meisterschaft 1910
- Norddeutscher Meister 1910, 1911
- Bezirksmeister Kiel 1910, 1911